# ルノー・シンボル
シンボル (Symbol) はフランスの自動車メーカールノーが製造するクリオIIベースのセダンである。いくつかの国々ではタリア (Thalia) の車名が使用されている。

## 初代（1999年 - 2008年）
初代シンボルは1999年末にクリオIIのノッチバック版として発表された。車名は市場によって異なり、クリオシンボル、タリア、クリオセダン、シンボル、クリオクラシックなど様々である。また、メキシコやチリなどいくつかのラテンアメリカ諸国では日産・プラティーナとして販売された。シンボルは伝統的にハッチバックよりもセダンが好まれる新興国、特に東ヨーロッパでの販売を意図して開発された。全長がハッチバックから38cm伸ばされ、より大容量の510リットルのトランクスペースを備えた。
この車種の主となる製造拠点はトルコ、ブルサのオヤック・ルノー工場で、1999年から生産を開始した。2000年からはアルゼンチン、コルドバ州のサンタ・イサベルの工場と、ブラジル、クリチバ近郊サン・ジョゼ・ドス・ピニャイスのアイルトン・セナ工場でも生産され、2001年からはコロンビアのソファサ (SOFASA) でも開始された。2002年には日産のメキシコ、アグアスカリエンテス工場でもプラティーナの製造が開始された。また、2002年から2004年までの短期間であるが、ロシアでもアフトフラモスで製造が行われていた。
エンジンは欧州仕様は1.4Lのみで75hp (56kW) を発揮する8バルブエンジンと98hp (73kW) を発揮する16バルブエンジンの2種類が用意された。アルゼンチンでは100hp (74kW) を発揮する1.6L 16Vと65hpを発揮する1.9Lディーゼル（ターボなし）、コロンビアでは1.4L 8V、そしてブラジルでは1.6L 16Vまたは70hp (52kW) を発揮する1.0L 16Vが搭載された。
2002年3月にはフェイスリフトが行われ、クリオIIハッチバックと同様に新デザインのフロントマスクが与えられた。また、内装ではパワーウインドウボタンがセンターコンソールからドアに移され、新デザインのステアリングホイールが与えられた。欧州仕様には75hp (54kW) を発揮する1.2L、100hp (74kW) を発揮する1.6L 16V、そして75hp (56kW) を発揮する1.5L dCiが新たに加わった。1.5L dCiは後に70hp (51.5kW) 版と80hp (58.9kW) 版も追加された。1.4L 16VにはAT車も設定された。2003年には南アメリカでもフェイスリフト版が発表され、ブラジルでは2種類のフレックス燃料エンジンが採用された。1.0L 16Vはガソリン走行時で76hp、エタノールで走行時77hpを発揮し、1.6L 16Vはガソリン走行時で110hp、エタノール走行時で115hpを発揮した。一方、アルゼンチンでは同年末にCNG仕様が発表された。
2005年前半期にはクリアテールライトの導入、グリルの小変更、計器類のアナログからデジタルへの変更といった小改良を受けた。2006年には再びマイナーチェンジを受け、年初にアルゼンチンとブラジルで、秋にはヨーロッパでそれぞれ販売開始された。外観ではグリルの形状変更、全グレードでモールディングなしのボディ同色バンパー採用、ルノーのロゴと一体化した新デザインのトランクハンドルといった変更を受けた。
初代シンボルは全世界で累計60万台以上が販売された。

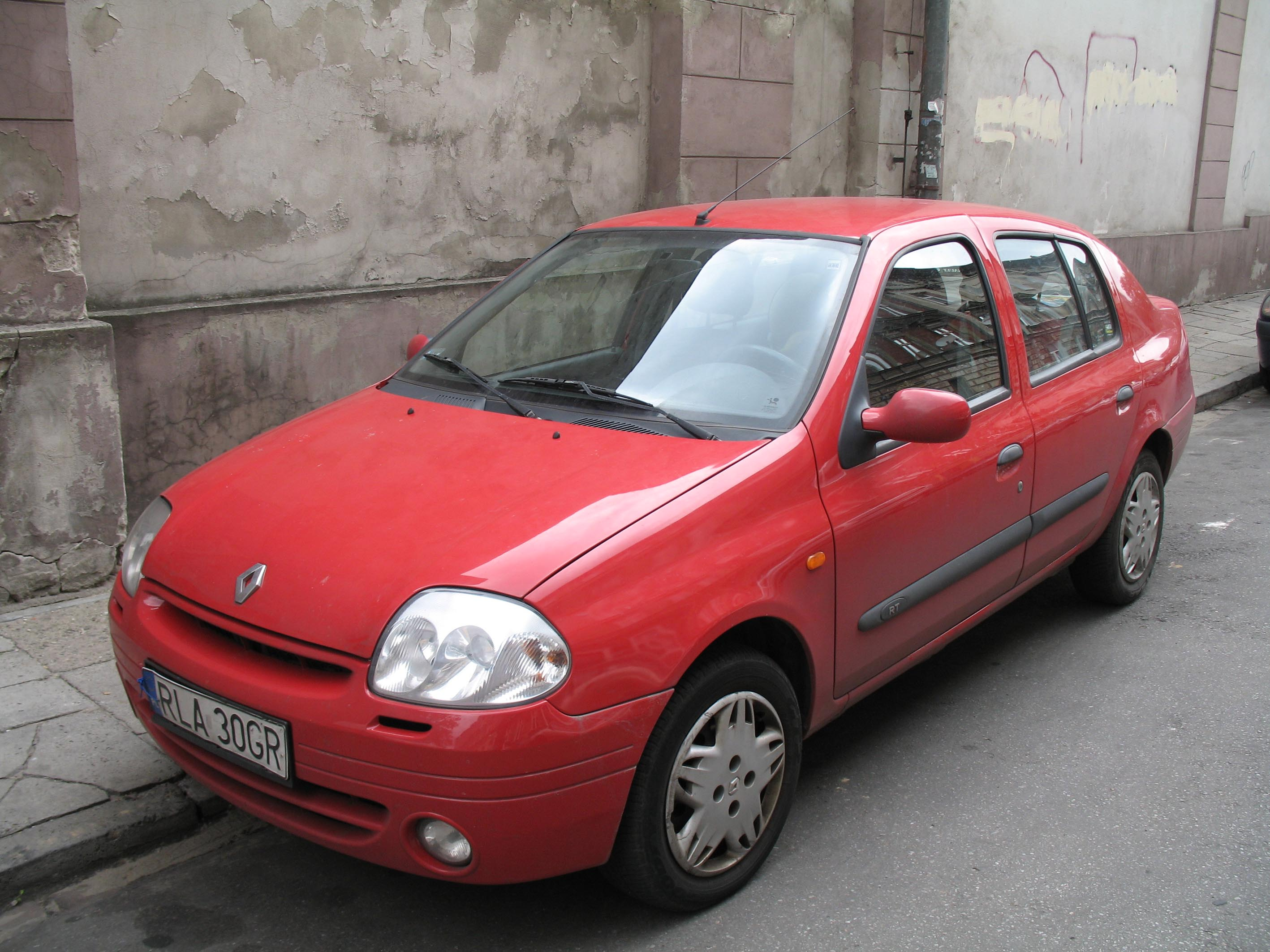
1999–2002年型ルノー・タリア（フロント）
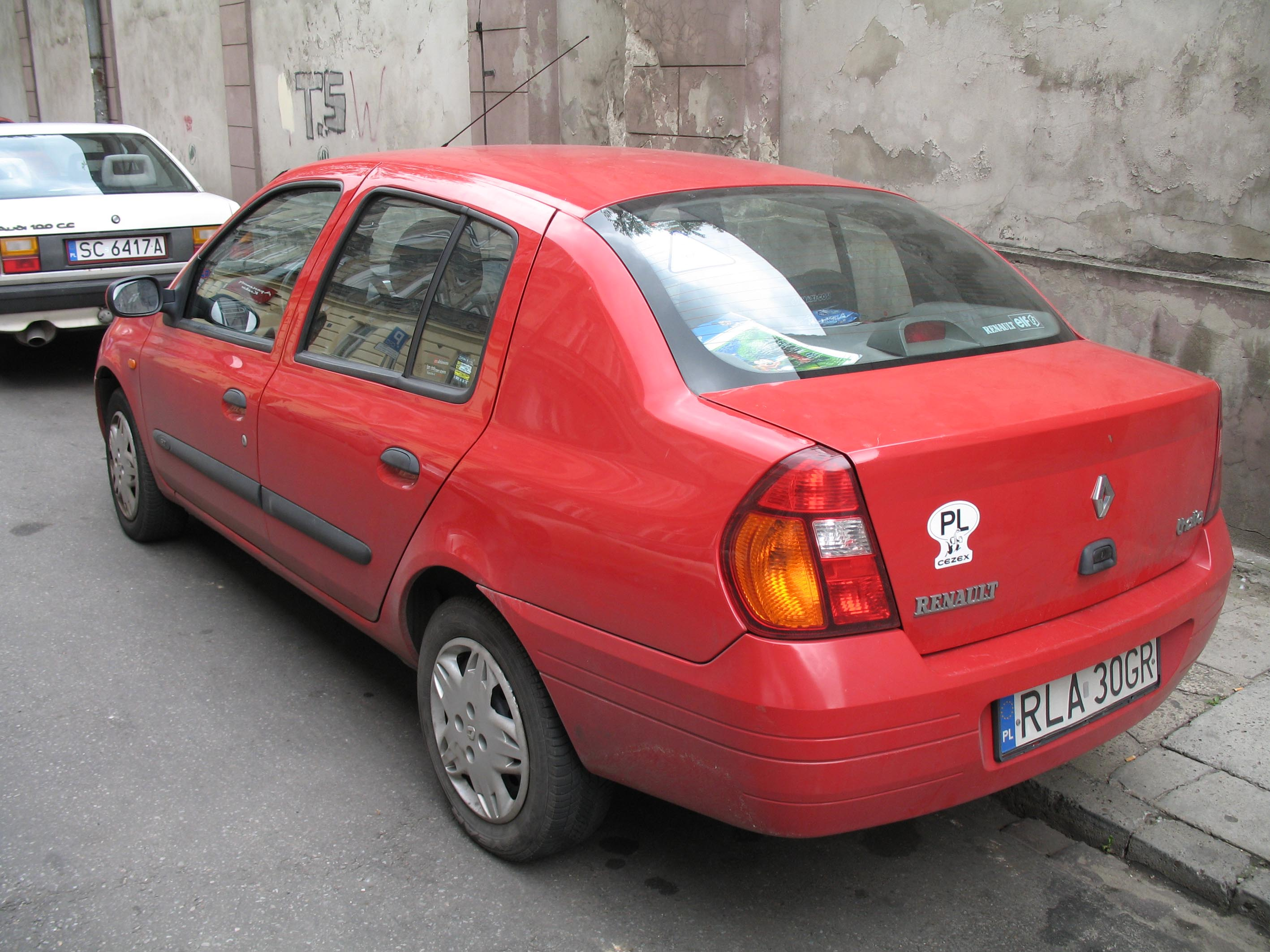
1999–2002年型ルノー・タリア（リア）
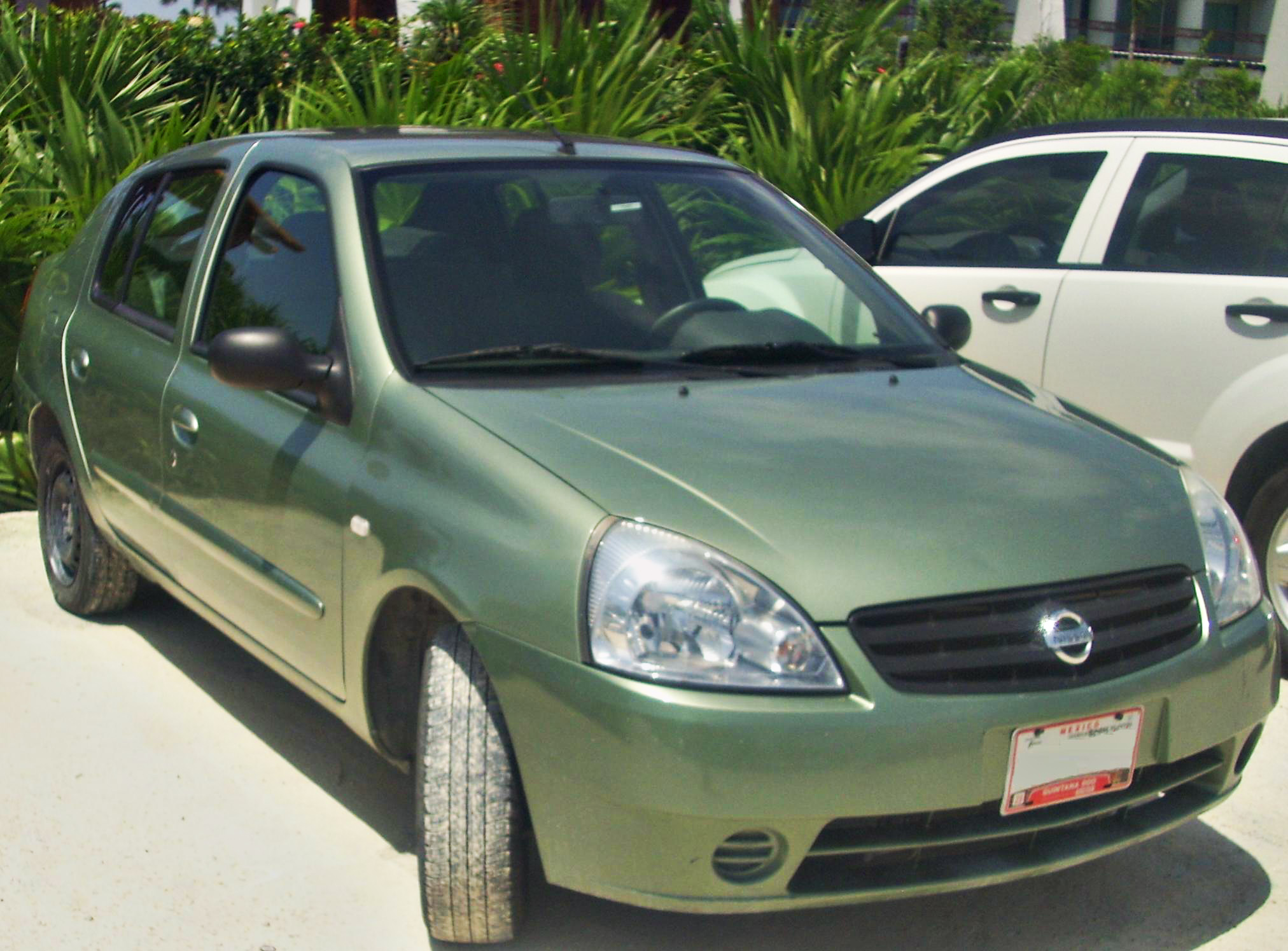
日産・プラティーナ（フロント）
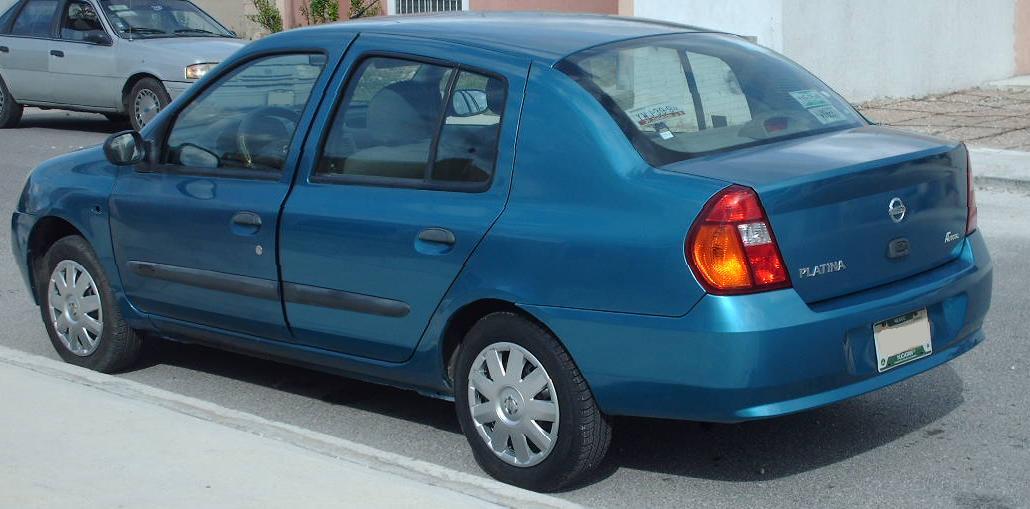
日産・プラティーナ（リア）

## 2代目（2008年 - 2013年）
2008年8月のモスクワ国際モーターショーにて初公開され、9月から11月にかけて発売を開始した。2代目はクリオの車名が落とされて単にシンボルとなった（いくつかの国では先代に引き続いてタリアを名乗る）。初代シンボルをベースに開発され、クリオとは全く異なる外観が与えられた。全長は先代より7cm長くなり、トランクルームは506リットルの容量が確保されている。
2代目シンボル/タリアは東中欧、ロシア、トルコ、北アフリカ、中東の国々をターゲットに、ルノーのフランス、トルコ、ルーマニアにあるエンジニアリングチームによって共同で設計された。このプロジェクトは開発に26ヶ月を要した。生産はトルコ、ブルサのオヤック・ルノー工場およびアルゼンチンのサンタ・イサベル工場（南米向け）にて行われている。
エンジンは仕向地によって異なるが、D4F型1.2L 16V、K7J型1.4L 8V、K4J型1.4L 16V、K7M型1.6L 8V Hi-Flex、K4M型1.6L 16V（Hi-Flex版もあり）、K9K型1.5L 8V ディーゼルが設定される。
なお、同車はトルコ警察でも使用されている。

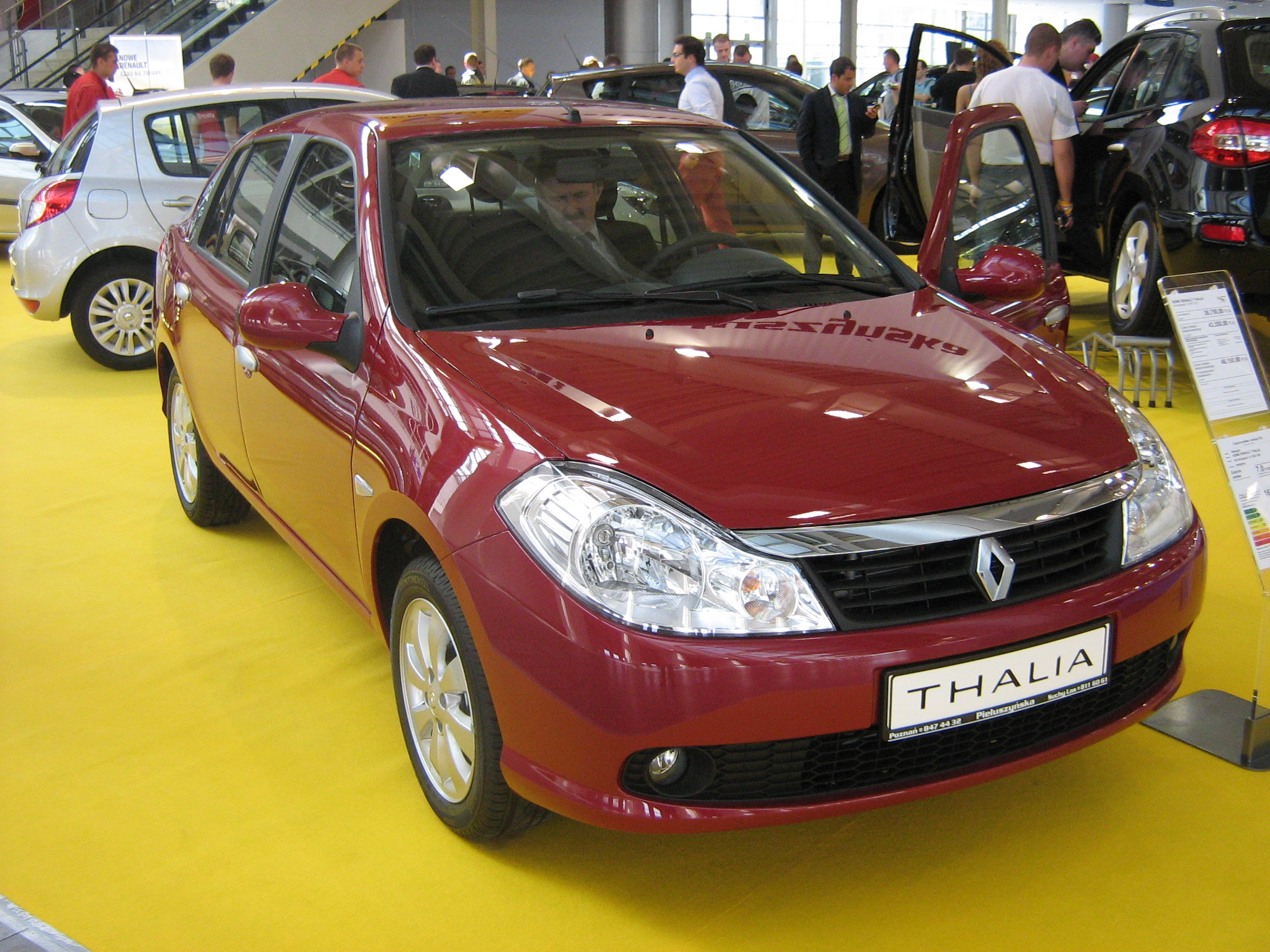
タリアII（フロント）
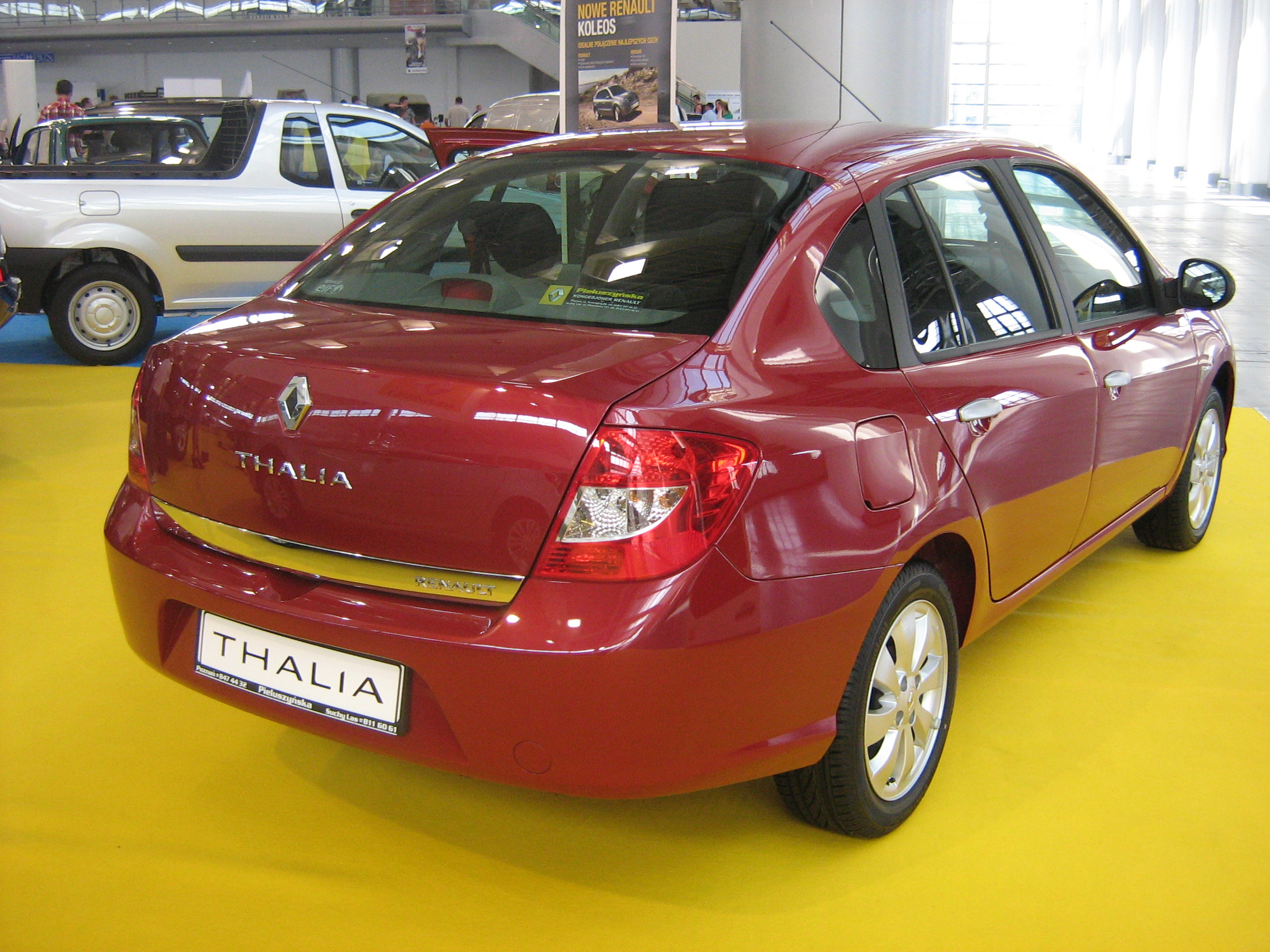
タリアII（リア）

## 3代目（2013年 - 2021年）
2代目ダチア・ロガンのOEMへと切り替わった。